# ×Bromofestuca
× Bromofestuca là một chi thực vật có hoa trong họ Hòa thảo (Poaceae).

## Loài
Chi × Bromofestuca gồm các loài: